# O Pai do Povo
O Pai do Povo é um filme brasileiro de 1976, do gênero comédia, dirigido por Jô Soares.

## Sinopse
Depois da explosão de três bombas atômicas, todos os homens da Terra se tornam estéreis por causa da radioatividade, com exceção de um, que dormia dentro de um cano de chumbo. Este homem, o "pai do povo", é convocado para dar continuidade à espécie humana.

## Elenco[2]
- Jô Soares ....   pai do povo - O Magnífico Contreras / Cardeal / Silvestrina
- Therezinha Austregésilo .... Esposa do pai do povo
- Agildo Ribeiro ...Repórter do campo
- Lídia Mattos ...Mãe de Silvestrina
- Urbano Lóes ...Pai de Silvestrina
- Bibi Vogel...Francesa
- Geraldo Alves ...Repórter de campo
- Jaime Barcellos ...Cientista
- Milton Carneiro ...Prefeito
- Carlos Eduardo Dolabella
- Cyl Farney ...Embaixador
- Gracindo Júnior ...Repórter
- Gloria Cristal ...Americana
- Alfredo Zemma ...Embaixador Cucaracha
- Ana Paula ...Cucaracha
- Manfredo Colasanti
- Maria das Graças

## Produção
- O pai do povo é o único filme que Jô Soares dirigiu, além de assinar também o roteiro e interpretar diversos personagens. Para driblar a censura da época, Jô Soares situou a ditadura bem longe do Brasil e lhe deu um nome fictício ao país, Ilha da Silvéstria.

O filme foi comercializado para Portugal em 1990.